# Pia Douwes
Pia Douwes (Amsterdam, 5 agosto 1964) è un'attrice teatrale e cantante olandese, nota soprattutto come interprete di musical in Olanda, Germania, Austria, nel West End londinese e a Broadway.

## Biografia
Fece il suo debutto sulle scene nel 1986, in una produzione del musical La piccola bottega degli orrori in scena a Vienna. L'anno successivo si unì alla compagnia olandese di Cats in scena ad Amsterdam e, dopo un anno come ballerina di fila, cominciò a ricoprire i ruoli principali di Grizabella e Jellylorum nel tour russo del musical nel 1988. Nel 1991 ricoprì il ruolo di Fantine nella prima olandese Les Misérables, mentre nel 1992 ottenne un grande successo quando fu scelta per interpretare Elisabetta di Baviera nel musical Elisabeth, debuttato a Vienna. Elisabeth ottenne un grande successo di pubblica, diventando uno dei musical tedeschi più rappresentati al mondo, e Pia Douwes tornò a ricoprire il ruolo numerose volte tra il 1992 e il 2004.
Negli anni novanta si affermò come una delle più apprezzate attrici di musical in Germania, Austria e Olanda, ricoprendo ruoli di primo rilievo come Maria in West Side Story (Amsterdam, 1990), Rizzo in Grease (Vienna, 1994), Sally Bowles in Cabaret (Germania, 1995) ed Eva Peron in Evita (Paesi Bassi, 1996). Negli anni novanta intraprese anche una carriera da doppiatrice, doppiando la protagonista nei film d'animazione Pocahontas e Pocahontas II - Viaggio nel nuovo mondo. Nel 1999 ha interpretato Velma Kelly nella prima olandese di Chicago in scena a Utrecht, un ruolo che ha ricoperto anche nel West End londinese e a Broadway nel 2004. Dopo la parentesi britannica e statunitense, Pia Douwes tornò ad interpretare Sissi in tour tedeschi, austriaci e olandesi, ricoprendo il ruolo per oltre novecento repliche.
Nel 2004 recitò nel musical di Stephen Sondheim Passion nei Paesi Bassi, per poi tornare a recitare nei musical Cabaret (2006), Elisabeth (2006) e Cats (2007). Nel 2008 ebbe un altro grande successo quando interpretò Norma Desmond in Sunset Boulevard in scena in Austria. Nel 2009 tornò a recitare brevemente in Chicago all'Adelphi Theatre di Londra, mentre nel 2010 si esibì nel musical dei Queen We Will Rock You nei Paesi Bassi. Nel 2013 ha interpretato la protagonista Diana della prima tedesca del musical Premio Pulitzer Next to Normal, un ruolo che tornò a ricoprire anche a Vienna l'anno successivo. Nel 2014 e nel 2018 è stata la protagonista femminile in produzioni tedesche di Billy Elliot the Musical e The Addams Family.